# حسن أبو سعدة
حسن علي أبو سعدة (13 أكتوبر 1930 - 7 مارس 2012)، قائد عسكري مصري لعب دوراً بارزاً في حرب 1973. ولد في 13 أكتوبر 1930 إدكو، محافظة البحيرة. كان متزوجا من الإعلامية الشهيرة سهير الإتربي و ابنه علي، وكانت الفرقة الثانية مشاة تحت قيادته هي أول فرقة أتمت عبور قناة السويس في حرب أكتوبر 1973، وخلال الحرب قامت الفرقة بعمليات عسكرية عديدة انتصرت فيها جميعا وكان أهمها معركة الفردان التي ساهمت في تدمير اللواء 217 مدرع احتياطي الإسرائيلي وأسر قائد أحد كتائبه، الكتيبة 113 بقيادة المقدم عساف ياجوري.

## دراسته
حصل على بكالوريوس علوم عسكرية 1949 من الكلية الحربية المصرية الدفعة 24 ، ماجستير علوم عسكرية 1966، في عام 1976م، كما حصل على درجة الإستراتيجية من أكاديمية ناصر العسكرية العليا.

## التدرج الوظيفي
عمل بجميع الوظائف القيادية العسكرية بالقوات المسلحة المصرية من قائد فصيلة حتى قائد لواء
- تولى قيادة الفرقة الثانية مشاه من 1971-1973
- رقي إلى رتبة اللواء الاستثنائية 1973
- رئيس أركان الجيش الثالث
- رئيس أركان الجيش الثالث
- قائد المنطقة الغربية العسكرية وحاكما عسكريا للصحراء الغربية
- نائب لرئيس عمليات القوات المسلحة
- رئيسا لهيئة عمليات القوات المسلحة في عام 1978
- نائب رئيس أركان حرب القوات المسلحة

وواصل الترقية حتى وصل إلى رتبة الفريق وعين سفيراً لجمهورية مصر العربية في المملكة المتحدة لندن في 2 نوفمبر 1982، حتى 1984، ثم تولى الأمين العام المساعد مفاوضا على جامعة الدول العربية بالقاهرة 195-1984.

## أوسمة
- حصل على وسام نجمة الشرف 1973
- وسام الملك عبد العزيز آل سعود من الطبقة الأولى 1974
- وسام الاستحقاق من الطبقة الأولى 1974
- حصل عل 24 وساما ونوطا عسكريا خلال الخدمة
- وسام التحرير
- نوط الخدمة الممتازة

## قالوا عنه
„لقد شعرت بالارتياح عندما تبلغ لنا في مركز العمليات عن نجاح معركة الفرقة الثانية بقيادة حسن أبو سعدة .. اتصلت به تليفونيا لتقديم التهنئة له على إنجاز فرقته وتبادلنا حديثا قصيرا امتدح فيه التخطيط وامتدحت فيه التنفيذ .... وقد أسعدنى ما سمعته منه عن الروح المعنوية لقوات الفرقة وإصرارها على هزيمة العدو“ ـ مذكرات محمد عبد الغني الجمسي
وعنه يقول الرئيس الراحل أنور السادات: „إن الذي قام بهذا العمل قائد من البراعم الجديدة إسمه حسن أبو سعدة“ . من كتابه البحث عن الذات

## وفاته[2]
تــوفي في السابع من شهر مارس عام 2012  وشارك في تشييع الجثمان عدد من أعضاء المجلس الأعلى للقوات المسلحة، ورؤساء أركان حرب القوات المسلحة السابقين، وقادة حرب السادس من أكتوبر.